# Eksploziv A-Z 119
Eksploziv A-Z 119 je 162. epizoda Zagora objavljena u Zlatnoj seriji #499 u izdanju Dnevnika iz Novog Sada. Na kioscima u SFRJ se premijerno pojavila u januaru 1980. godine. Koštala je 10 dinara (1,14 DEM; 0,43 $). Imala je 82 strane. Ovo je drugi nastavak duže epizode koji je započeo u ZS-498, a nastavio se u ZS-502, 503 i 504.

## Originalna epizoda
Originalno, ova epizoda objavljena je premijerno u Italiji u svesci pod nazivom Pattuglia eroica (Herojski odred) u #162 regularne edicije Zagora u izdanju Bonelija na dan 14. januara 1979. Epizodu je nacrtao Franco Donatelli, a scenario napisali Guido Nolitta i Decio Canzio . Originalnu naslovnicu nacrtao je Galiano Feri. Koštala je 400 lira (0,67 $; 1,46 DEM).

## Kratak sadržaj

### Zagor i Crveni mundiri
OVo je drugi Zagorov sukob s Englezima (Crvenim mundirima), posle epizode Svirepa ceremonija (LMS48).

## Reprize u Srbiji
Veseli četvrtak je reprizirao ovu epizodu u Srbiji u ediciji Odabrane priče #52 pod nazivom Potopite "Distrojer"! izašla 25. juna 2020. Cena je bila 580 dinara (4,93 €).

## Naslovna strana
Naslovne strane prve dve epizode u Zlatnoj seriji su zamenjene. Na naslovnoj strani drugog nastavka Zlatne serije našla se naslovnica 1. epizode (Il tiranno del lago), a originalna se pojavila u ZS-498.